# Komáromcsehi
Komáromcsehi (szlovákul Čechy) község Szlovákiában, a Nyitrai kerületben, az Érsekújvári járásban.

## Fekvése
Érsekújvártól 20 km-re, északkeletre fekszik.

## Élővilága

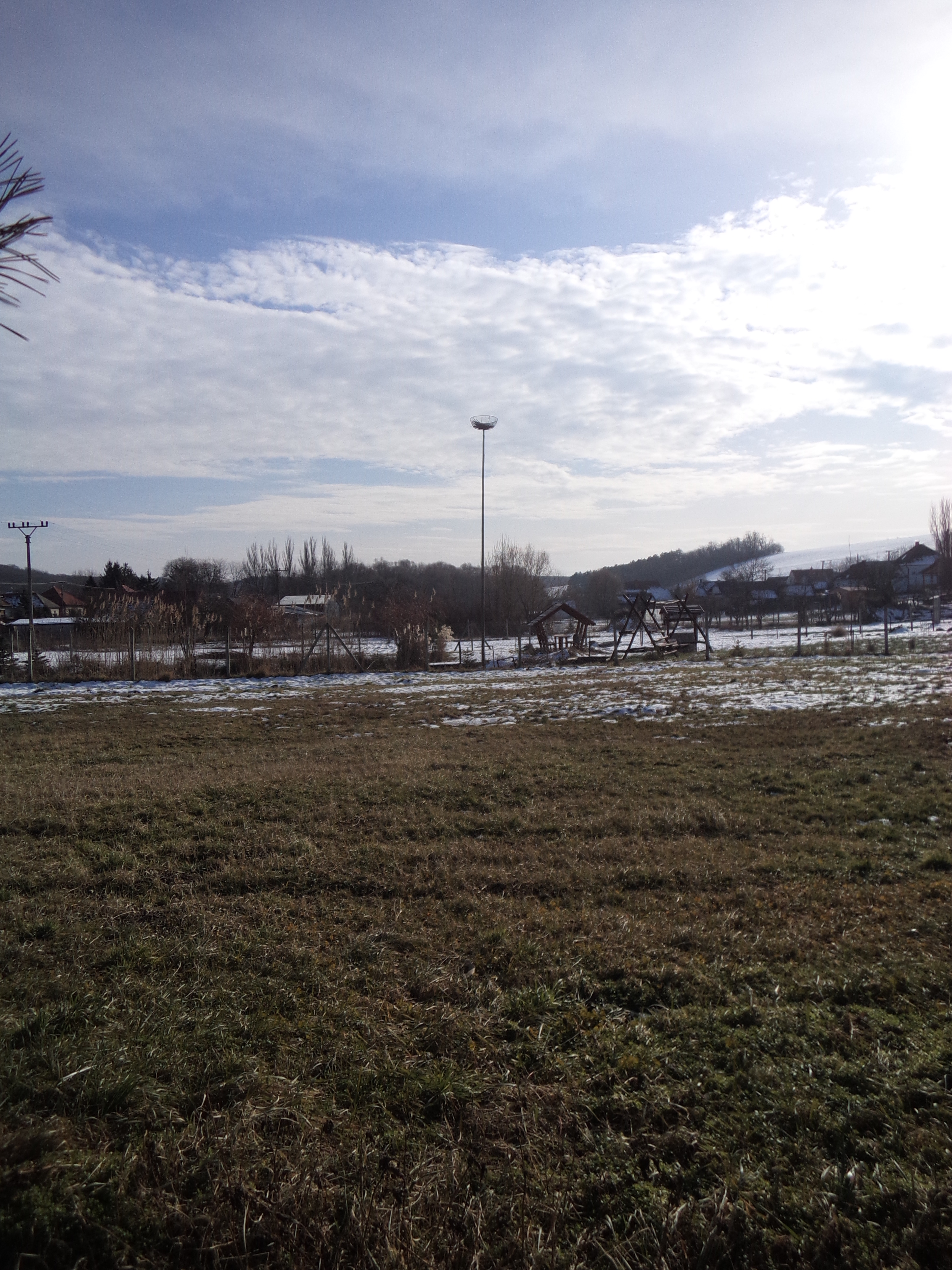

A faluban egy gólyafészek-alátét található.

## Története
1419-ben "Felsewchey" néven említik először. 1497-ben "Superior Chey" alakban említik. Története során több nemesi család birtokolta: a Csehi, Gyöpös, Nagyörvedi, a 17. században a Kürthy, Balogh, Megyery és más családok tulajdonában állt. A 16.-17. században elnéptelenedett. 1633-ban Zádory András szerez a faluban birtokot zálogjogon. 1715-ben 11 adózója volt. 1787-ben 55 házában 344 lakos élt. 1828-ban 58 házát 431-en lakták, akik főként mezőgazdasággal foglalkoztak.
Vályi András szerint "CSEHI. Elegyes tót falu Komárom Vármegyében, birtokosai Baranyai, és külömbféle Urak, lakosai katolikusok, és más félék, fekszik Nyitra Vármegyének szomszédságában, Érsek Újvártól két mértföldnyire, Szemeréhez közel, mellynek filiája, határjában réttye, és legelője elegendő, szőlei ellenben harmadik Osztálybéli borokat teremnek, egyéb középszerű vagyonnyaihoz képest, második Osztálybéli."
Fényes Elek 1851-ben kiadott geográfiai szótárában így ír a községről: "Csehi, tót-magyar falu, Komárom vgyében, fekszik Bars vgye szélén jó magas hegyek közt; Érsekujvárhoz 3 és 1/2 mfdnyire. Hegyes s már tagositott határa 4000 holdból áll, mellyből 10 telek után 350 h. urbériség, 1650 h. pedig majorság. Földe fekete agyag, terem rozsot, búzát, árpát és zabot; számlál 332 kath., 78 ref., 16 zsidót; kath. fiókegyházzal. F. u. Lipovniczky Vilmos, Jaross, Mátéfy, és Diósy."  Archiválva 2007. szeptember 27-i dátummal a Wayback Machine-ben
A trianoni békeszerződésig Komárom vármegye Udvardi járásához tartozott. 1938 és 1945 között újra Magyarország része volt.

## Népessége
| Év:            | 1994. | 2004.   | 2014.   | 2024.    |
| -------------- | ----- | ------- | ------- | -------- |
| Emberek száma: | 323   | 335     | 313     | 271      |
| Eltérés:       |       | +3,71 % | -6,56 % | -13,41 % |

| Év:            | 2023. | 2024.   |
| -------------- | ----- | ------- |
| Emberek száma: | 274   | 271     |
| Eltérés:       |       | -1,09 % |

1880-ban 496 lakosából 285 szlovák, 189 magyar, 10 német anyanyelvű és 12 csecsemő; ebből 432 római katolikus, 53 református, 10 zsidó és 1 evangélikus vallású volt.
1890-ben 552 lakosából 218 magyar és 330 szlovák anyanyelvű volt.
1900-ban 560 lakosából 307 magyar és 251 szlovák anyanyelvű volt.
1910-ben 596 lakosából 481 szlovák, 107 magyar és 8 német anyanyelvű volt.
1921-ben 568 lakosából 359 magyar és 207 csehszlovák volt.
1930-ban 643 lakosából 154 magyar és 480 csehszlovák volt. A korabeli helyi adatfelvétel befolyásoltságáról nyilvánosan értekeztek.
1941-ben 639 lakosából 437 magyar és 201 szlovák volt.
1991-ben 316 lakosából 6 magyar és 305 szlovák volt.
2001-ben 326 lakosából 317 szlovák és 5 magyar volt.
2011-ben 299 lakosából 278 szlovák és 13 magyar volt.
2021-ben 301 lakosából 284 (+3) szlovák, 9 magyar, 5 egyéb és 3 ismeretlen nemzetiségű volt.

## Neves személyek
- Itt született 1854. december 15-én Ruffy Pál ügyvéd, szerkesztő, országgyűlési képviselő, az állami gyermekvédelem kiépítője.
- Itt született 1865. január 25-én L’Huillier István, a Magyaróvári Gazdasági Akadémia tanára, kertészeti szakíró.
- Itt született 1866-ban Dióssy Imre országgyűlési képviselő.[8]
- Itt született 1896. május 23-án vitéz nemesmiticzi Jaross Andor szélsőjobboldali politikus, belügyminiszter, a Magyar Nemzeti Párt, majd az Egyesült Magyar Párt elnöke, a Törvényhozók Nemzeti Szövetségének elnöke.
- Itt szerzett birtokot Zádory András végvári lovashadnagy, várkapitány.

## Nevezetességei
- Szent Péter és Pál apostolok tiszteletére szentelt római katolikus temploma 1735-ben épült.
- Felvonóval ellátott sípálya.

## Külső hivatkozások
- Községinfó
- Komáromcsehi Szlovákia térképén
- E-obce.sk Archiválva 2008. szeptember 25-i dátummal a Wayback Machine-ben